# Lendinara
Lendinara település Olaszországban, Veneto régióban, Rovigo megyében. Lakosainak száma 11 438 fő (2023. január 1.). Lendinara Badia Polesine, Canda, Fratta Polesine, Lusia, Piacenza d’Adige, San Bellino, Villanova del Ghebbo, Castelguglielmo és Sant’Urbano községekkel határos.

## Népesség
A település lakossága az elmúlt években az alábbi módon változott:
| Lakosok száma | 11 802 | 11 694 | 11 438 |
|               | 2017   | 2018   | 2023   |